# Frédéric-Fontaine
Frédéric-Fontaine é uma comuna francesa na região administrativa de Borgonha-Franco-Condado, no departamento de Alto Sona. Estende-se por uma área de 3,48 km². Em 2010 a comuna tinha 261 habitantes (densidade: 75 hab./km²).